# Svetlana Tširkova-Lozovaja
Svetlana Tširkova-Lozovaja est une escrimeuse soviétique née le 5 novembre 1945. Elle a notamment remporté deux titres olympiques par équipes en fleuret.

## Palmarès
- Jeux olympiques
  -  Médaille d'or par équipes aux Jeux olympiques d'été de 1968 à Mexico
  -  Médaille d'or par équipes aux Jeux olympiques d'été de 1972 à Munich

- Championnats du monde
  -  Médaille d'or par équipes aux championnats du monde 1970 à Ankara
  -  Médaille d'or par équipes aux championnats du monde 1971 à Vienne
  -  Médaille d'argent par équipes aux championnats du monde 1969 à La Havane
  -  Médaille de bronze en individuel aux championnats du monde 1969 à La Havane